# Kukunochi
Kukunochi (久久能智神, en el Kojiki;  句句廼馳, en el Nihonshoki?) es una deidad que aparece en la mitología japonesa. Es la deidad de los árboles.
Nació de Izanagi e Izanami durante la creación de los dioses. En el Kojiki surgió antes de Ōyamatsumi, deidad de las montañas y de Kaya-no-hime, deidad de las praderas. En el Nihonshoki se relata que surgió después de aparecer los ríos, las montañas y los mares.
Su nombre se deriva de kuki (茎?  tallo) o de kiki (木木?   árboles), no que es una partícula posesiva y de chi, un sufijo usado para las deidades (como en Kagutsuchi); por lo que se traduce como “dios del tallo” o “dios de los árboles”.
El Santuario Chito (Nishinomiya, prefectura de Hyōgo) es el principal lugar de adoración; también recibe el tributo en el Santuario Tarumaeyama (Tomakoma, prefectura de Hokkaido) junto con Ōyamatsumi y Kaya-no-hime.